# TRIAL COMPANY (日商)
Trial Company, Inc.（日语：トライアルカンパニー，是一家日本生活用品零售的公司，總部位於福岡縣福岡市，創立於1974年（昭和49年），主要以開設大型超級市場店面（3000平方米以上）、超級廣場等級店面（6,600平方米），種類繁多、各式生活居家商品為主力訴求。

## 發展沿革
- 1974年（昭和49年）：朝日屋，剛開始是一家回收及銷售二手商品的小公司。
- 1981年（昭和56年）：改名為旭屋株式會社，永田久雄被任命為社長。
- 1984年（昭和59年）：改名為Trial Company迄今。
- 所有開拓的店面，大部分都以全天候營業為特色[1]。
- 2004年：成功跨海到韓國開設第一家店面，迄今總共有11家韓國分店。
- 2015年：公司調整結構為控股公司，以保持市場的競爭力，以及後續收購其他通路的彈性。
- 2018年：公司導入新世代的物聯網、人工智慧、行動支付、行動應用程式等數位操作，成功將提升公司的競爭力。
- 2018年：導入最新的數位科技，實現夜間無人經營、AI影像辨識和智慧型支付，還有招牌可自動結帳的「Skip Cart」購物推車，讓消費者購物更為流暢[2][3]。
- 2024年3月21日：在東京證券交易所創業板上市[4]。
- 截至2024年6月30日，該公司在日本共擁有318家門店。
- 2025年3月，宣布以3800億日圓收購西友大型連鎖超市，收購後計劃保持通路保持西友名稱不變，並維持其員工的僱傭關係[5]，TRIAL COMPANY門市將會來到585家[6][7]。

## 官方網站
- TRIAL COMPANY：官方網站